# اسکودوی گینه پرتغال
اسکودوی گینه پرتغال (به انگلیسی: Portuguese Guinean escudo) یکای پول رایج در کشور گینه پرتغالی بود.